# Allume-gaz

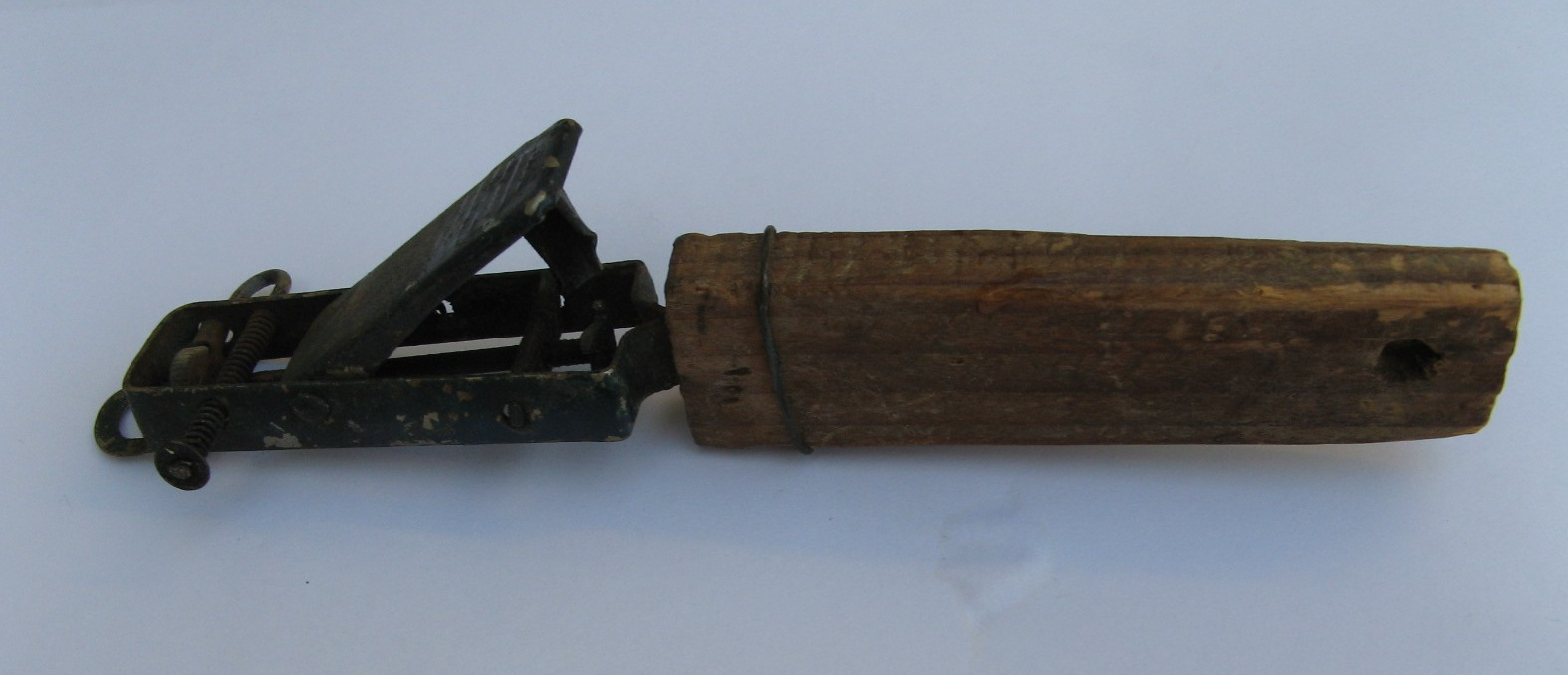

Un allume-gaz est un appareil permettant d’allumer les feux d’une cuisinière à gaz.

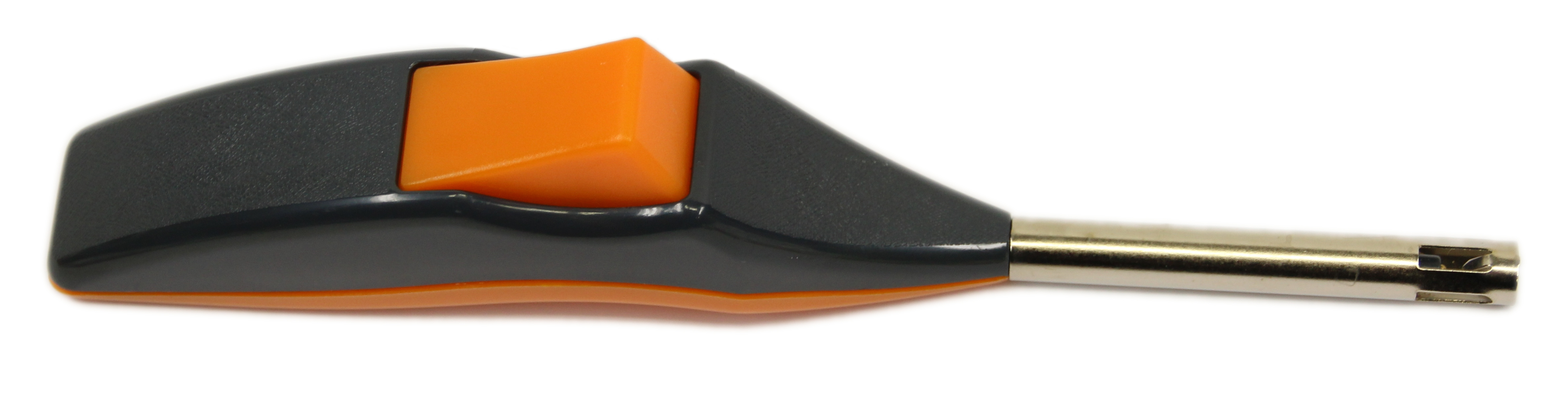
Allume-gaz piézoélectrique.

Certains modèles créent des étincelles, généralement par frottement de deux pièces métalliques ou d'une pierre à briquet sur une molette rugueuse, d'autres un petit arc électrique par compression d'un cristal piézoélectrique. Enfin, il existe aussi des modèles qui ne sont que de simples briquets à gaz dont l'embout est rallongé.
Les cuisinières à gaz modernes comportent un dispositif d’allumage rendant inutile l'emploi d'un allume-gaz.